# Rtanj (Boljevac)
Pour les articles homonymes, voir Rtanj.
Rtanj (en serbe cyrillique : Ртањ) est un village de Serbie situé dans la municipalité de Boljevac, district de Zaječar. Au recensement de 2011, il comptait 111 habitants.

## Démographie

### Évolution historique de la population
| 1948 | 1953 | 1961 | 1971 | 1981 | 1991 | 2002 | 2011 |
| ---- | ---- | ---- | ---- | ---- | ---- | ---- | ---- |
| 654  | 650  | 658  | 244  | 168  | 200  | 182  | 111  |

|  |